# Alexander Solomonica
Alexander Solomonica (* 21. Dezember 1889 in Jassy, Rumänien; † 1941 oder 1942 im Ghetto Litzmannstadt oder im Vernichtungslager Kulmhof) war ein Schriftsteller.

## Leben und Werke
Alexander Solomonica wuchs ab 1891 in Wien auf, wo er das Maximilians-Gymnasium besuchte. In den Jahren 1910 und 1911 veröffentlichte er fünf Erzählungen in Karl Kraus’ Zeitschrift Die Fackel, danach publizierte er vor allem im Pan sowie im Prager Tagblatt. Ursprünglich rumänischer Staatsbürger, galt er ab 1914 als staatenlos und wurde nach dem Kriegseintritt Rumäniens 1916 bis zum Ende des Ersten Weltkriegs interniert.
In einem Brief aus dem Jahr 1911 an Kraus nannte Albert Ehrenstein Solomonica „Alexander Pumpensmirwas“, was nicht eben für gesicherte finanzielle Verhältnisse des Autors zu dieser Zeit spricht.
Der S. Fischer Verlag brachte 1916 Solomonicas Erzählung Herr Heckfisch heraus. In seiner Kurzbiographie im ÖBL wird angemerkt, der Protagonist dieses Buches nehme „einige gesellschaftl. und polit. Entwicklungen vorweg, die im Bürgertum erst in der Zwischenkriegszeit zum Vorschein kamen: die Verunsicherung durch ein immer selbstbewußter auftretendes Proletariat, die perspektivenlose Orientierung an überholten Ges.modellen und die Bereitschaft zu einem destruktiven Radikalismus.“ Nach der zweiten Auflage des Heckfisch veröffentlichte Solomonica nicht mehr viel.
Alexander Solomonica war mit Marianne Kuh liiert, die laut ÖBL eine Tochter des Schriftstellers Anton Kuh gewesen sein soll. Einer anderen Quelle nach war Marianne Kuh aber die Schwester von Anton Kuh und die Tochter von Emil Kuh; die Lebensdaten der einzelnen Personen sprechen eher für diese Version. Solomonica  lebte mit Marianne Kuh und deren beiden Kindern Sophie und Michael ab den 1920er Jahren in Berlin. 1933 floh er nach der Machtergreifung Hitlers nach Wien. Nachdem dem Anschluss Österreichs 1938 versuchte er zu emigrieren, erhielt aber als Staatenloser nicht die notwendigen Papiere, obwohl sich prominente Schriftsteller wie Stefan Zweig und Franz Theodor Csokor bemühten, ihm zu helfen. Am 28. Oktober 1941 wurde er von Wien aus in das Ghetto von Litzmannstadt deportiert; wann und wo genau er zu Tode gekommen ist, ist laut ÖBL unbekannt.